# Caja de Pandora

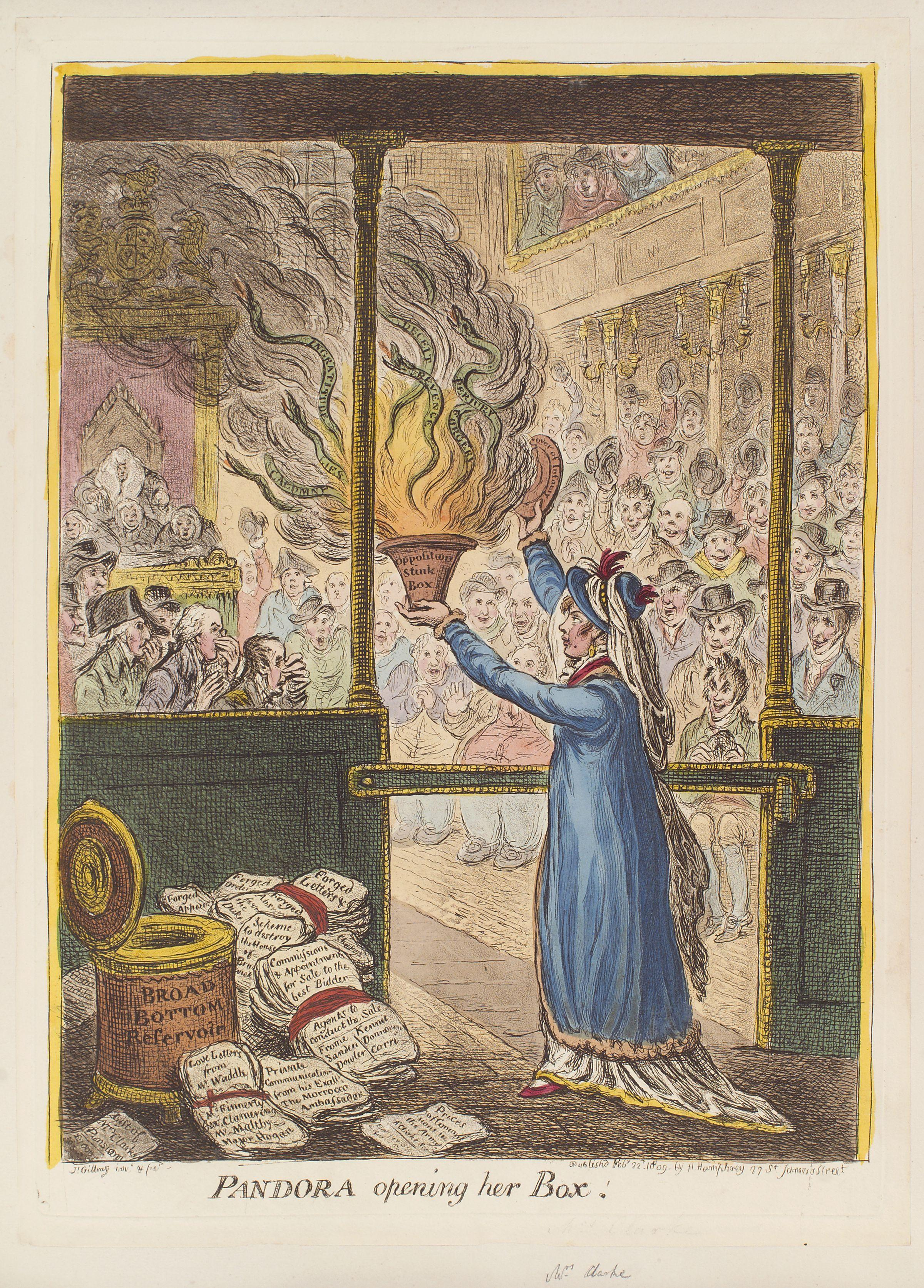
Pandora abre la caja, liberando todos los males del mundo (por James Gillray, 1809.

La caja de Pandora pertenece a la mitología griega, tomado de la historia de Pandora, la primera mujer, creada por Hefesto por orden de Zeus, que contenía todos los males del mundo.
La historia cuenta que Zeus, deseoso de vengarse de Prometeo por haber robado el fuego y dárselo a los humanos, presentó al hermano de este, Epimeteo, una mujer llamada Pandora, con quien este se casó. Como regalo de boda, Pandora recibió un misterioso pithos —una tinaja ovalada, aunque actualmente sea citada y aceptada como una caja— con instrucciones de no abrirlo bajo ningún concepto. Los dioses habían otorgado a Pandora una gran curiosidad, por lo que decidió abrir la tinaja para ver qué había dentro. Al abrirlo, escaparon de su interior todos los males del mundo. Cuando atinó a cerrarla, solo quedaba en el fondo Elpis, el espíritu de la esperanza, el único bien que los dioses habían metido en ella. De esta historia surgió la expresión «La esperanza es lo último que se pierde». En otras lecturas del mito, la esperanza no es una excepción benigna y se la considera otro mal. Para Nietzsche «la Esperanza es en verdad el peor de los males, porque prolonga los suplicios de los hombres». De ahí la razón de colocarla en el fondo de la caja.  

## Interpretación
Es en la Ilíada donde, en el verso 527 y siguientes, se utiliza este término: en la casa de Zeus había dos jarras, una encerraba los bienes, la otra encerraba los males. La Teogonía de Hesíodo no lo evoca, y únicamente anuncia que, sin mujer, la vida del hombre es impracticable. Hesíodo clasifica a Pandora como «mal bello» (en griego antiguo: καλὸν κακὸν kalòn kakòn). Para el nombre «Pandora» hay varios significados: panta dora, (que tiene todos los dones) o pantôn dora (que tiene dones de todos los dioses).

## En la música
La canción "Pandora" de Nach hace referencia al mito.
En la letra de la canción "Chivo Expiatorio" de El Cuarteto de Nos se hace referencia a Pandora.
La canción "La caja de Pandora" de Tierra Santa (banda) hace referencia al mito.